# Lanocira rapax
Lanocira rapax är en kräftdjursart som först beskrevs av Moore 1901.  Lanocira rapax ingår i släktet Lanocira och familjen Corallanidae.
Artens utbredningsområde är Mexikanska golfen. Inga underarter finns listade i Catalogue of Life.